# Salacia brunoniana
Salacia brunoniana är en benvedsväxtart som beskrevs av Wight och Arn. Salacia brunoniana ingår i släktet Salacia och familjen Celastraceae. Inga underarter finns listade.